# Delonte West
Delonte Maurice West (* 26. Juli 1983 in Washington, D.C.) ist ein ehemaliger US-amerikanischer Basketballspieler, der die meiste Zeit seiner Karriere in der NBA aktiv war. In seinen acht Jahren in der nordamerikanischen Liga spielte er für die Boston Celtics, Seattle SuperSonics, Cleveland Cavaliers und Dallas Mavericks.

## Karriere

### High School und College
Delonte West spielte an der Eleanor Roosevelt High School in Greenbelt (US-Bundesstaat Maryland), wo er einen Schnitt von 22 Punkten pro Spiel erzielte. Anschließend wechselte er auf die Saint Joseph’s University und erreichte dort 18,9 Punkte und 6,7 Assists im Durchschnitt bei einer Dreipunkte-Quote von 41 %. Damit trug er zusammen mit Jameer Nelson wesentlich zum Einzug der St. Josephs Hawks ins Viertelfinale (Elite Eight) des NCAA-Turniers bei. Die Mannschaft beendete die Saison mit einer Bilanz von 30:2 Siegen.

### NBA

#### Boston Celtics (2004–2007)
West wurde an der 24. Stelle des NBA-Drafts 2004 von den Boston Celtics ausgewählt. Wegen Verletzungen bestritt er in seiner Debütsaison nur 39 Spiele und erzielte im Durchschnitt lediglich 4,5 Punkte, 1,7 Rebounds, und 1,6 Assists. In der folgenden Saison 2005/06 wurde er in die Starting Five der Boston Celtics berufen und erreichte 11,8 Punkte, 4,1 Rebounds und 4,6 Assists pro Spiel. Zum Ende der Spielzeit wurde für das Sophomore-Team der NBA Rookie-Challenge ausgewählt.

#### Seattle SuperSonics (2007)
Während des NBA-Drafts 2007 wurde West zusammen mit Jeff Green und Wally Szczerbiak im Austausch für Ray Allen und Glen Davis an die Seattle SuperSonics abgegeben. Nach kurzer Zeit bei den Sonics wurde West im Februar 2008 zu den Cleveland Cavaliers transferiert.

#### Cleveland Cavaliers (2008–2010)

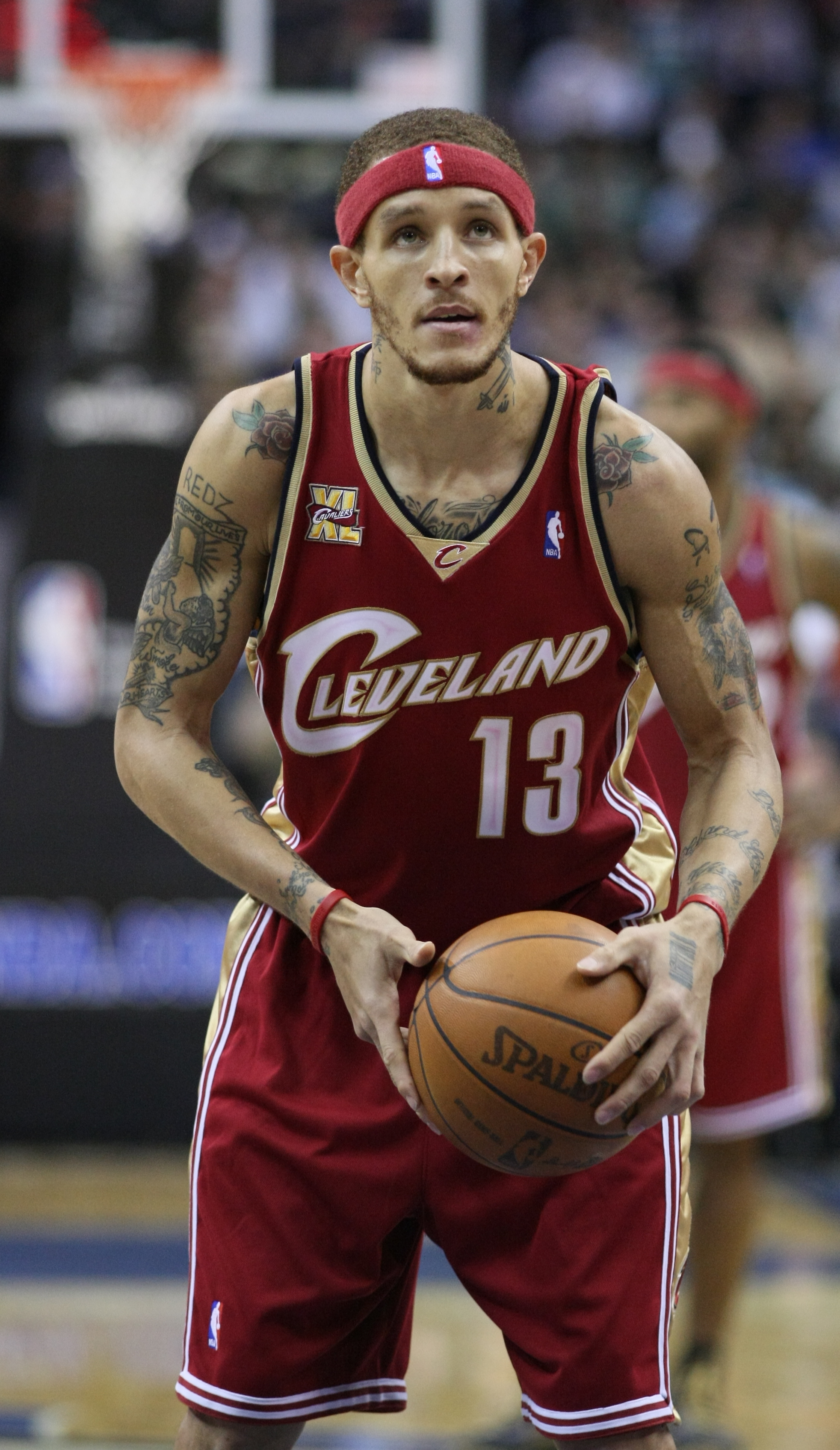
West (2009)

In Cleveland erzielte er in 26 Spielen 10,3 Punkte, 4,5 Assists, 3,7 Rebounds und 1,1 Steals. Er unterschrieb einen neuen Dreijahresvertrag, der ihm ein Gesamtgehalt von 12,7 Millionen US-Dollar zusicherte. In der Folgesaison Saison 2008/09 wurde er als Shooting Guard eingesetzt.
Nach der Saison 2009/10 wurde West an die Minnesota Timberwolves abgegeben, die ihn kurze Zeit später entließen, ohne dass West ein Spiel für sie bestritten hatte.

#### Rückkehr nach Boston (2010–2011)
Im September 2010 kehrte West nach Boston zurück und unterschrieb dort einen Einjahresvertrag. Er sollte dort die Rolle des Ersatzmannes von Rajon Rondo annehmen. Mit den Celtics schied er in der zweiten Playoffrunde aus.

#### Dallas Mavericks (2011–2012)
West unterzeichnete keinen neuen Vertrag mit Boston, sondern wechselte zum amtierenden Meister, den Dallas Mavericks, wo er einen Einjahresvertrag erhielt. In einem Spiel gegen die Portland Trail Blazers zog er sich einen offenen Bruch am rechten Ringfinger zu und fiel bis Ende März 2012 aus. Am 29. März gegen die Miami Heat wurde er wieder eingesetzt.
Nach Ablauf der Saison unterschrieb West einen neuen Vertrag bei den Texanern, nachdem Dallas keinen weiteren Star hatte verpflichten können. Noch vor Beginn der Saison 2012/13 wurde West zweimal innerhalb von nur zehn Tagen suspendiert und am 29. Oktober schließlich entlassen.

### Nach 2012
Im Januar 2013 unterzeichnete West einen Vertrag mit den Texas Legends aus der NBA D-League, um sich dort für einen erneuten Vertrag in der NBA zu empfehlen. Dieses Vorhaben gelang nicht. Stattdessen spielte West noch bei den Fujian Sturgeons (2013/14) und den Shanghai Sharks (2014) in China, bevor er 2015 ein weiteres Mal zu den Texas Legends zurückkehrte. Dort beendete er seine Karriere.

## Sonstiges
West leidet unter einer bipolaren Störung. Im September 2009 wurde er wegen unerlaubten Waffenbesitzes festgenommen und wegen dieser Sache im August 2010 von der NBA für zehn Spiele gesperrt. 2021 ließ er sich in der Rauschgiftentziehungseinrichtung behandeln. West wurde im Juni 2024 in Gewahrsam genommen, nachdem er den Versuch unternommen hatte, sich einer Festnahme durch die Polizei zu entziehen, die ihn wegen Verstößen gegen Bewährungsauflagen aufgesucht hatte.